# 교토 3대 축제
교토 3대 축제(京都三大祭り)는 일본 교토부 교토시에서 열리는 3개의 마쓰리이다.
- 아오이마쓰리(5월)
- 기온마쓰리(7월)
- 지다이마쓰리(10월)